# Kuzhayat, Osmancık
Kuzhayat là một xã thuộc huyện Osmancık, tỉnh Çorum, Thổ Nhĩ Kỳ. Dân số thời điểm năm 2010 là 177 người.